# Монте-Серено (Каліфорнія)
Монте-Серено (англ. Monte Sereno) — місто (англ. city) в окрузі Санта-Клара, штат Каліфорнія, США. Завдяки своєму розташуванню місто входить до Кремнієвої долини. Населення — 3479 осіб (2020).

## Географія
Монте-Серено розташоване в передгір'ї гірського хребта Санта Круз за координатами 37°14′25″ пн. ш. 121°59′17″ зх. д. / 37.24028° пн. ш. 121.98806° зх. д. (37.240376, -121.988142). Межує з містами Саратоґа та Лос-Гатос. За даними Бюро перепису населення США в 2010 році місто мало площу 4,18 км², уся площа — суходіл.
Дорога Саратога—Лос Гатос (State Route 9) пролягає через місто.

## Історія
Місто Монте-Серено було засноване адміралом Томасом Інглісом і отримало статус міста 14 травня 1957.

## Демографія
Згідно з переписом 2010 року в місті мешкала 3341 особа в 1211 домогосподарстві у складі 1002 родин. Густота населення становила 799 осіб/км². Було 1287 помешкань (308/км²).
Расовий склад населення:
| - 80,8 % — білих - 13,9 % — азіатів - 0,4 % — корінних американців - 0,4 % — чорних або афроамериканців |

До двох чи більше рас належало 3,7 %. Частка іспаномовних становила 4,8 % від усіх жителів.
За віковим діапазоном населення розподілялося таким чином: 24,4 % — особи молодші 18 років, 56,2 % — особи у віці 18—64 років, 19,4 % — особи у віці 65 років та старші. Медіана віку мешканця становила 48,3 року. На 100 осіб жіночої статі у місті припадало 96,3 чоловіків; на 100 жінок у віці від 18 років та старших — 94,2 чоловіків також старших 18 років.
Середній дохід на одне домашнє господарство  становив 308 530 доларів США (медіана — 193 482), а середній дохід на одну сім'ю — 350 140 доларів (медіана — 229 583). За межею бідності перебувало 3,4 % осіб, у тому числі 1,3 % дітей у віці до 18 років та 1,7 % осіб у віці 65 років та старших.
Цивільне працевлаштоване населення становило 1530 осіб. Основні галузі зайнятості: освіта, охорона здоров'я та соціальна допомога — 24,9 %, виробництво — 16,9 %, науковці, спеціалісти, менеджери — 13,7 %, роздрібна торгівля — 11,6 %.

## Політика
Монте-Серено є найбільш республіканським містом у значною мірою демократичному окрузі Санта-Клара. Станом на 22 жовтня 2012 року, у місті проживає 2461 зареєстрованих виборців, з яких: 929 (37,8 %) — демократи, 910 (37,0 %) — республіканці, а 535 (21,7 %) — не визначили політичну партію.

## Пов'язані особистості
- У цьому місті знаходиться будинок, у якому відомий американський письменник Джон Стейнбек написав роман Грона гніву[9].
- Народився Ніл Кессіді — один із ключових учасників руху Біт-покоління.